# محمد مطر سعد
محمد مطر سعد (16 يوليو 1992) لاعب كرة قدم بحريني يلعب حاليا لصالح نادي الدرجة الأولى الرفاع البحريني في خط الوسط من 2010.

## الإنجازات

### الرفاع
- الدوري البحريني الممتاز (2): 2012، 2014
- كأس الاتحاد البحريني (1): 2014